# Епархия Антрево

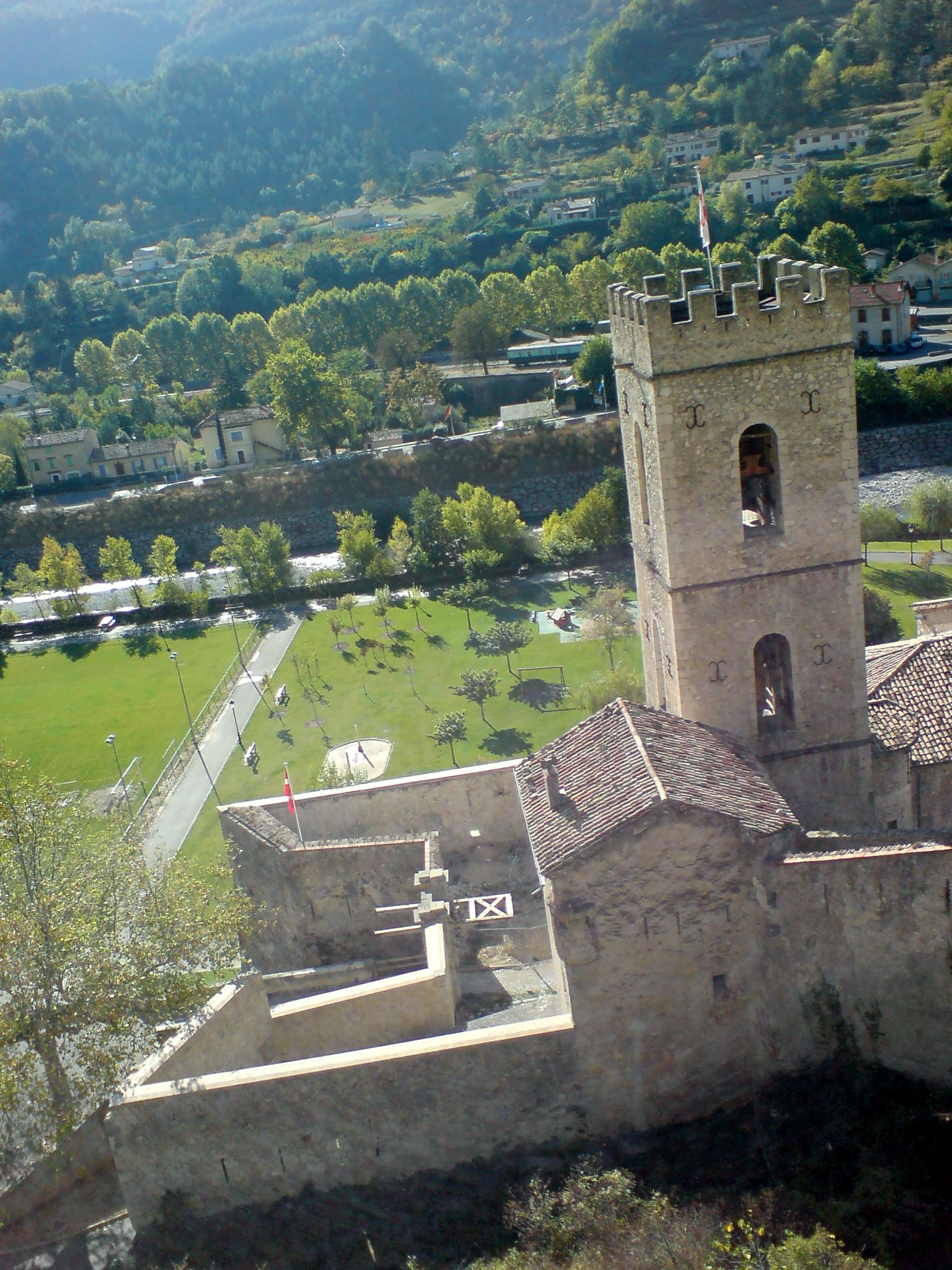
Собора в бывшем античном городе Гланат

Епархия Антрево (лат. Dioecesis Intervallensis) — упразднённая в 1801 году епархия, в настоящее время титулярная епархия Римско-Католической церкви.

## История
Епархия Гландата (Dioecesis Glandatensis) была создана в первые века христианства в античном городе Гландат, который находился в римской провинции Alpes Maritimes и располагался на правом берегу реки Ва ниже по течению от современного Старого города Антрево на месте современного городского госпиталя. С VI епископы стали проживать в Антрево, который был укреплён фортификационными сооружениями. C этого века епископы Антрево носили титул «Claudius episcopus civitatis Glannatinae».
В 1030 году в Антрево был построен собор Пресвятой Девы Марии.
В 1718 году епархия Антрево вошла в состав Сардинского королевства.
После конкордата с Наполеоном Римский папа Пий VII издал буллу "Qui Christi Domini", которой упразднил епархию Антрево.
В 2009 году была учреждена титулярная епархия Антрево.

## Титулярные епископы
- епископ Жан Лафит (22.10.2009 – по настоящее время).

## Источник
- Информация (англ.)
- Информация (англ.)